# Maria Josefa da Saxónia
Maria Josefa (Dresden, 6 de dezembro de 1803 – Aranjuez, 18 de maio de 1829) foi a terceira esposa do rei Fernando VII e Rainha Consorte da Espanha de 1819 até sua morte. Era a filha mais nova de Maximiliano, Príncipe Herdeiro da Saxônia, e sua esposa Carolina de Parma.

## Primeiros anos
Maria Josefa perdeu a mãe quando tinha apenas alguns meses de idade, por isso o seu pai enviou-a para um convento perto do rio Elba onde ela foi criada por freiras. Assim Maria Josefa recebeu uma educação religiosa rigorosa e foi uma católica fervorosa durante toda a sua vida.
Casamento com Fernando VII
Assim o rei começou a procurar por uma nova consorte e Maria Josefa foi escolhida. Casaram-se no dia 20 de outubro de 1819 em Madrid. Apesar de a rainha ser ainda demasiado nova, ingénua e inexperiente, o rei apaixonou-se por ela devido à sua personalidade doce. Além disso ela era mais bonita fisicamente do que as suas duas predecessores, Maria Antónia e Maria Isabel. 
Recebeu-a em Buitrago e o casamento realizou-se em Madrid.
Na noite de núpcias, em pânico, ela gritou de horror. Isso, além de nojento, era pecado. O Papa teve que escrever uma carta para ele, e ele não teve escolha a não ser aceitar o marido. Fernando teve gota, mas continuou com seus excessos. Eles foram para o Spa Solán de Cabra, que tinha fama de ser fértil. No final, o povo comentou que: "Engolendo poeira e mastigando moscas, todos engravidaram menos a rainha."
Apesar de tudo o casamento não gerou filhos. Ela morreu no dia 18 de maio de 1829 em Aranjuez, deixando o seu marido destroçado. Está enterrada na Cripta Real do Mosteiro do Escorial.

## Nota
- Este artigo foi inicialmente traduzido, total ou parcialmente, do artigo da Wikipédia em inglês cujo título é «Maria Josepha of Saxony», especificamente desta versão.